# Marie Tifo
Marie Tifo (nom à la naissance Thiffault) est une actrice québécoise née le 26 septembre 1949 à Chicoutimi (Québec). L'acteur et homme politique québécois Pierre Curzi est son conjoint.
Le fonds d’archives de Marie Tifo et de Pierre Curzi (P953) est conservé au centre BAnQ Vieux-Montréal de Bibliothèque et Archives nationales du Québec.

## Filmographie

### Cinéma
- 1971 : Stop : Diane
- 1980 : Les Bons Débarras : Michelle
- 1982 : Une journée en taxi : Une femme au restaurant
- 1982 : Les Yeux rouges : Marie José
- 1983 : Lucien Brouillard : Alice Tanguay
- 1983 : Maria Chapdelaine : Marie-Ange
- 1983 : Rien qu'un jeu : Mychele
- 1984 : Le Jour S... : The women
- 1986 : Pouvoir intime : Roxane
- 1987 : Les Fous de Bassan d'Yves Simoneau : Irene Jones
- 1988 : Kalamazoo
- 1989 : Dans le ventre du dragon : Dr. Jonas
- 1990 : T'es belle Jeanne : Jeanne
- 1990 : Babylone : Anna
- 1993 : Les Pots cassés
- 1998 : Free Money : Miss Hammer
- 1999 : L'Île de sable : Mère de Jim
- 2002 : Napoléon (feuilleton TV)
- 2002 : Séraphin : Un homme et son péché : Délima Greenwood
- 2003 : Père et Fils : Mado
- 2004 :  Prom Queen (Prom Queen: The Marc Hall Story)  de John L'Ecuyer (TV) : Emily Hall
- 2006 : Le Poète danois (court métrage d'animation) : narratrice
- 2008 : Les Sœurs Eliott (série télévisée) : Mathide Garland
- 2010 : Cabotins de Alain DesRochers : Madeleine Lajoie
- 2011 : Henry de Yan England (court métrage)

### Télévision
- 1978 - 1981 : Race de monde (série télévisée) : Sonia Malenfant
- 1982 - 1983 : S.O.S. J'écoute (série télévisée) : Claire
- 1984 - 1988 : Le Parc des braves (série télévisée) : Marie Rousseau
- 1989 - 1990 : L'Or et le Papier (série télévisée) : Dominique Lefort
- 1992 - 1994 : Montréal P.Q. (série télévisée) : Fleur-Ange Blondeau
- 1997 : Ces enfants d'ailleurs (feuilleton TV) : Zofia Pawlowski
- 1998 - 1999 : La Part des anges (série télévisée) : Rose Paradis
- 2002 - 2007 : Les Poupées russes (série télévisée) : Suzanne Lauzière
- 2003 : Le Cœur découvert : Laurette
- 2004 : Temps dur (série télévisée) : Monique Gariépy
- 2012 - 2019 : O' (série TV) : Jacqueline O'Hara
- 2018 - 2019 : Cheval-Serpent (série TV) : Margaret Quesnel St-Pierre [2]

## Distinctions

### Récompenses
- 1981 : Prix Génie de la meilleure actrice dans Les Bons Débarras
- 1989 - Prix Gémeaux : Meilleure interprétation premier rôle féminin : dramatique
- 2023 - Prix Denise-Pelletier[3]

### Nominations
- 1987 : Prix Génie pour la meilleure actrice dans un rôle de soutien : Les Fous de Bassan
- 1987 : Prix Génie de la meilleure actrice dans un rôle de principal : Pouvoir intime